# Xystopyge lineatus
Xystopyge lineatus är en mångfotingart som beskrevs av Carl Graf Attems 1910. Xystopyge lineatus ingår i släktet Xystopyge och familjen Odontopygidae. Inga underarter finns listade i Catalogue of Life.